# Ebbetts Pass

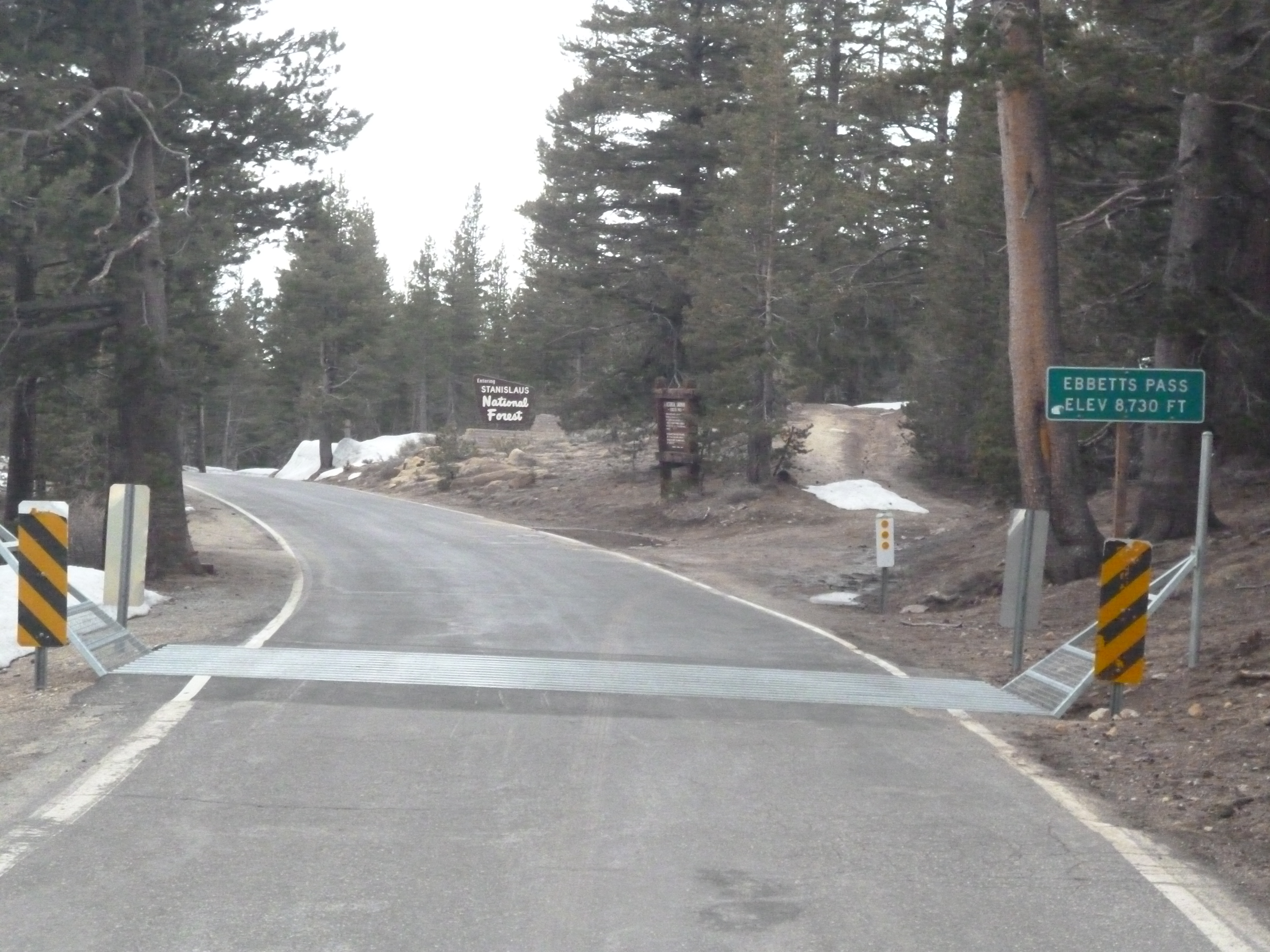
Ebbetts Pass

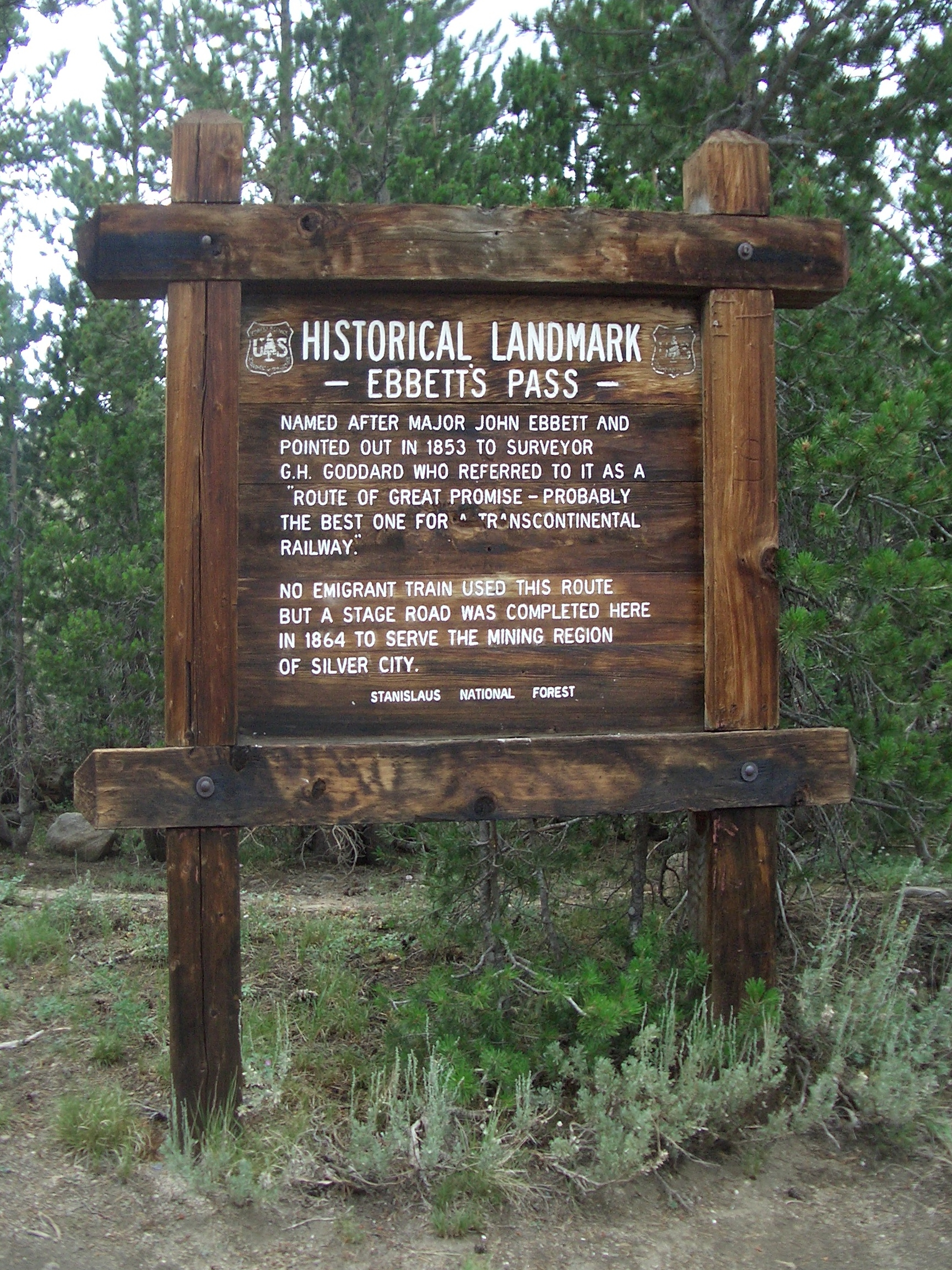
Historical Marker Hinweistafel am Ebbetts Pass

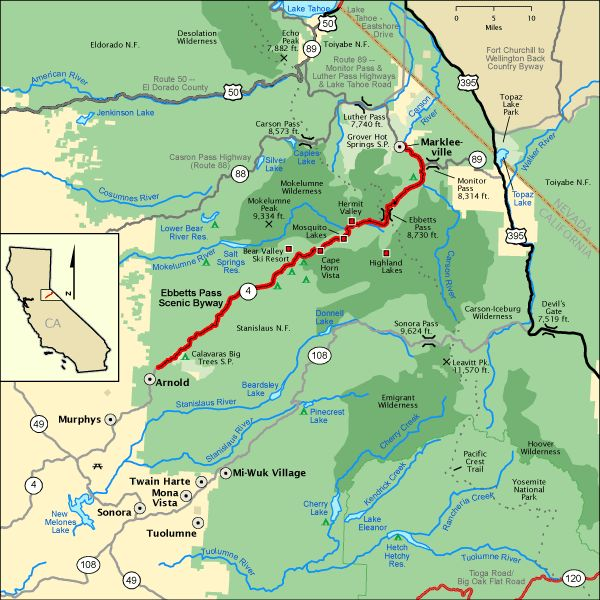
National Scenic Byway Ebbetts Pass, Kalifornien

Der Ebbetts Pass ist ein 2663 Meter (8736 ft.) hoher Gebirgspass in der Sierra Nevada im Alpine County, Kalifornien. Er ist der östliche von zwei Pässen, die von der California State Route 4 überquert werden; der westliche der beiden Pässe ist der Pacific Grade Summit auf 2454 Metern (8050 ft.) Höhe. Der Pacific Crest Trail, ein 4265 Kilometer (2650 Meilen) langer Fernwanderweg, kreuzt die State Route 4 am Ebbetts Pass.

## Geschichte
Zweifellos wurde die Sierra Nevada bereits von den amerikanischen Ureinwohnern überquert, allerdings sind am Ebbetts Pass keine ihrer Wege erkennbar. Es wird angenommen, dass der Trapper Jedediah Smith im Mai 1827 als erster Weißer den Ebbetts Pass bei seiner Rückkehr aus dem mexikanischen California benutzte. Möglicherweise kam auch die Bartleson-Bidwell Party 1841 über den Ebbetts Pass nach Kalifornien.
John Ebbetts, ein Pelzhändler und Führer, behauptete, im April 1851 eine Gruppe von Goldgräbern und bepackten Maultieren in der Nähe des Ebbetts Passes ostwärts über die Sierra Nevada geführt zu haben. Er glaubte, der Pass sei für eine transkontinentale Eisenbahnverbindung geeignet. Später revidierte er seine Einschätzung, wollte aber nach einer geeigneten Strecke für eine Straße über den Pass suchen. Bevor er dazu kam, starb er 1854 bei einem Explosionsunglück auf dem Dampfschiff Secretary in der Bucht von San Pablo. Auch wenn der Pass bereits vorher nach Ebbetts benannt worden war, wurde diese Bezeichnung erst 1893 von der U.S. Geological Survey offiziell anerkannt.
Die Route über den Ebbetts Pass wurde nur gelegentlich benutzt, bis östlich der Sierra Silber entdeckt wurde und Kaufleute in Murphys eine Straße nach Markleeville bauen ließen, um leichter Vorräte über den Pass transportieren zu können. Diese Straße wurde 1864 zollpflichtig.
Der Ebbetts Pass wurde 1971 als California State Scenic Highway ausgewiesen, 2005 als National Scenic Byway.